# Claus Ahlefeldt-Laurvig
Claus Tesdorpf greve Ahlefeldt-Laurvig (2. september 1909 i København – 11. maj 1983) var en dansk greve, godsejer og modstandsmand.
Claus Ahlefeldt-Laurvig var søn af ritmester, greve Erik Ahlefeldt-Laurvig og hustru Fritze f. Tesdorpf. Han blev student fra Stenhus Kostskole og sekondløjtnant ved Gardehusarregimentet. Derefter blev han uddannet i London og Zürich i bankfaget, og han repræsenterede Hambros Bank i Tyskland 1936-39, var ansat i Anilinkompagniet, København 1940-43, i Hambros Bank, London 1946-48,og blev direktør i ingeniørfirmaet Keir & Cawder, England og Østafrika 1948-55 Han var delegeret for Krupps fabrikker for Storbritannien og Commonwealth fra 1955, medlem af en række bestyrelser og komitéer, Ridder af Dannebrog og ejer af herregården Holbækgård ved Ørsted 1961-73.